# Donkey Kong (computerspelserie)

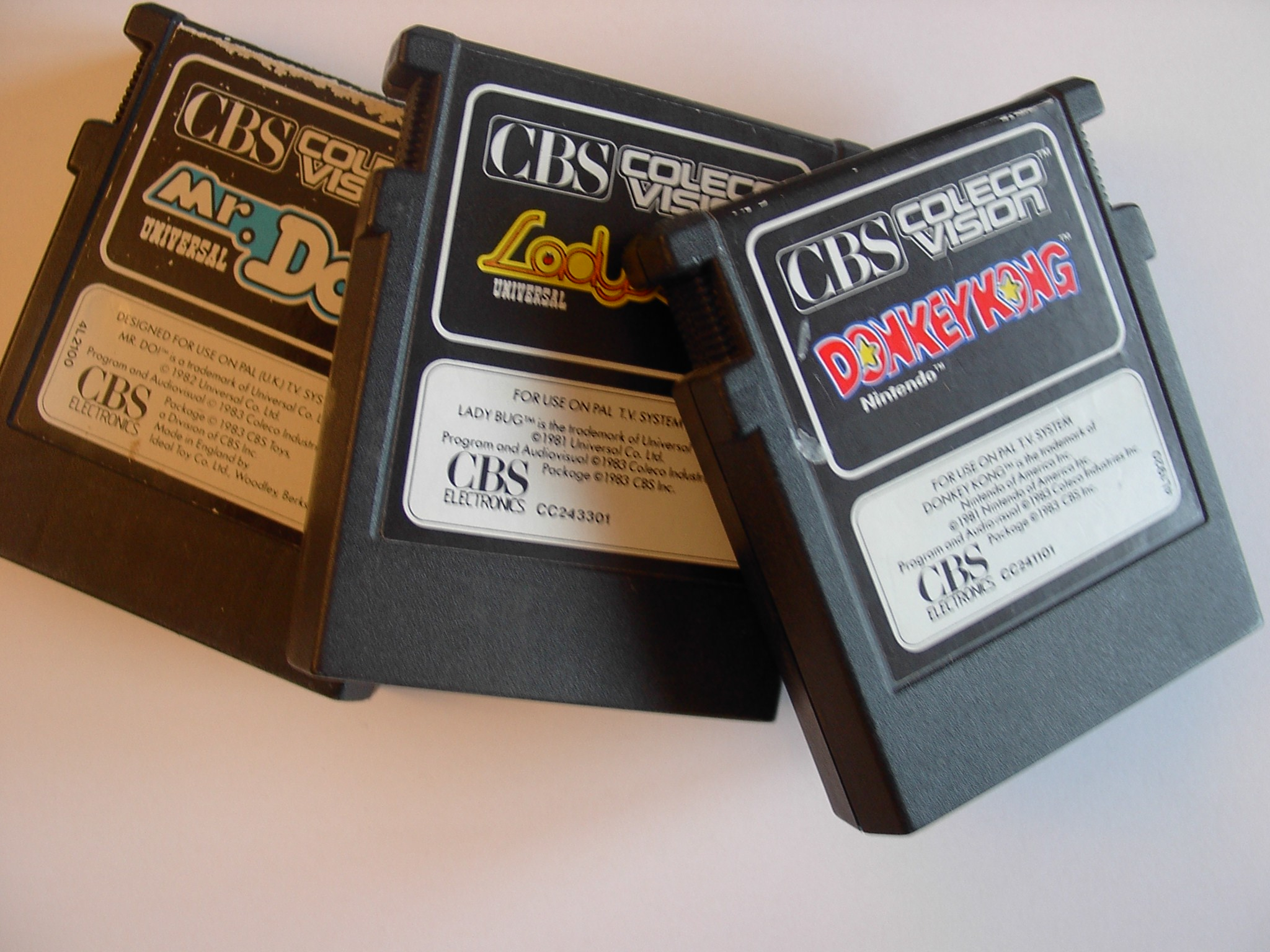
Spelcartridges voor de ColecoVision met onder andere Donkey Kong.

Donkey Kong is de naam van een bekende reeks computerspellen geproduceerd door Nintendo.
Het eerste spel in de serie kwam uit in 1981. Donkey Kong is ook de naam van een van de belangrijkste personages in deze spellen, een Gorilla, gecreëerd door Shigeru Miyamoto.
Ook een ander bekend Nintendo-personage, Mario, werd in de Donkey-Kongserie geïntroduceerd, zij het eerst onder de naam Jumpman.

## Geschiedenis van de serie
Nintendo produceerde Donkey Kong oorspronkelijk als spel voor speelkasten, maar bracht al snel ook zakspelletjes met een lcd-schermpje uit. Ook werd het spelletje standaard geleverd bij de aankoop van een ColecoVision spelcomputer.
Twee vervolgspellen, Donkey Kong Jr. en Donkey Kong 3 volgden. In 1994 werd ook nog een opgewaardeerde versie voor de Game Boy uitgebracht. Vervolgens werd het Donkey-Kongconcept overgenomen door Rareware, dat Donkey Kong Country uitbracht, een spel dat voor zijn tijd revolutionaire driedimensionale digitale animatie had. Rareware bracht nog een aantal nieuwe spellen uit en ging zich vervolgens op spellen voor de Xbox concentreren(Rareware werd in 2002 overgenomen door Microsoft).
De serie werd vervolgens weer voortgezet door Nintendo, dat Mario vs. Donkey Kong uitbracht als eerste post-Rarewarespel.
Het personage Donkey Kong heeft buiten zijn eigen serie ook zijn opwachting gemaakt in een aantal andere Nintendospellen, met name in de Mario-serie. Een aantal Donkey-Kongspellen voor de Wii en Nintendo DS staan nog op het programma.

## Over de spellen zelf
In het oorspronkelijke spel moest Mario zijn vriendin Pauline uit Donkey Kongs handen redden. Om dit te bereiken moet hij via een serie ladders naar de bovenkant van het scherm klimmen, daarbij gehinderd door Donkey Kong, die hem tonnen voor de voeten gooit.
In Donkey Kong junior is Donkey Kong gekidnapt door Mario en moet de speler hem redden door zijn zoon (Donkey Kong Jr.) te besturen en in Donkey Kong 3 is Donkey Kong een broeikas binnengedrongen en wordt hij verjaagd door Stanley the Bugman, die zijn kas tegen Donkey Kongs insecten wil beschermen.

In de door Rareware geproduceerde spellen werd Donkey Kong zelf de held en wordt een nieuwe schurk, King K. Rool, geïntroduceerd. Het is niet precies duidelijk of de Donkey Kong in deze serie dezelfde Kong is als in de eerdere spellen. Het meest waarschijnlijk is dat het gaat om de Junior uit Donkey Kong Jr., maar Nintendo heeft hier tot nu toe niets officieels over te melden, al laat Cranky Kong in Donkey Kong Country wel weten dat hij de oorspronkelijke Donkey Kong was.
De Nintendospellen na het Rareware-tijdperk worden gekenmerkt door een terugkeer naar de speelkaststijl van de eerdere spellen.

## Donkey Kong spellen
Donkey Kong speelt in verschillende spellen van Nintendo een belangrijke hoofdrol. Zo heeft Donkey Kong zijn eigen series en speelt hij mee in de sport- en partyspellen van Mario.